# Franz Tscherne
Franz Tscherne (Graz, 3 dicembre 1964) è un attore e regista austriaco.

## Biografia
Attore austriaco, ha calcato i principali teatri della Svizzera, Germania, Austria, e quelli di Zurigo, Basilea, Düsseldorf, Stoccarda, Francoforte, Berlino, Monaco, il Brugtheater di Vienna, a partire dall'età di 19 anni, interpretando numerosi importanti ruoli in opere di Shakespeare, Goethe, Molière, Goldoni, Horvath, Schnitzler e lavorando con registi quali Otto Schenk, August Everding, Hans Hollmann, Hellmuth Matiasek, Rudolf Noelte, Robert Lepage e Leander Haussmann. Oltre alle sue esibizioni in teatro, Franz Tscherne ha lavorato in numerosi film e produzioni TV, e recentemente si è dedicato sempre di più ai ruoli recitati del teatro musicale, tra i quali spicca la parte del Perchik nel musical il violista sul tetto diretto da Stefan Soltesz all'Aalto Theater di Essen. Con filarmonica di Monaco è stato il narratore nell'esecuzione in forma di concerto de Lo zare il carpentiere di Lortzing diretto da Leopold Hager e, sotto la direzione di Marcello Viotti, ha recitato il ruolo di Dante ne “La Via nova” di Wolf Ferrari. Per la Bavarian Broadcasting Corporation è stato la voce recitante in The Dance of the Dead diretta da Ulf Schirmer. Con lo stesso direttore ha interpretato il poema di Rike Cornet, musicato da Viktor Ullmann, al Teatro del Principe Reggente di Monaco del dicembre 2007. Franz Tscherne ha debuttato nel teatro d'opera nel 2003 a Venezia in una nuova messa in scena di Ariadne auf Naxos prodotto dal Teatro la Fenice. Nuovamente diretto da Marcello Viotti, ha interpretato il ruolo del maggiordomo al Teatro Malibran.
Tra i suoi ruoli più recenti, quello di Orpheus nel melodramma Orfey i Evridike di J.I. Fomin diretto da Klaus Peter Kehr alla Wuppertal Opera e il ruolo di Niklas nell'opera di Heinrich Marschner Hans Heilig all'Opera Nazionale di Rhin a Strasburgo.
Nel febbraio 2009 ha nuovamente svolto il ruolo del maggiordomo in Ariadne auf Naxos al Teatro Carlo Felice di Genova.